# Lucas Kraglievich

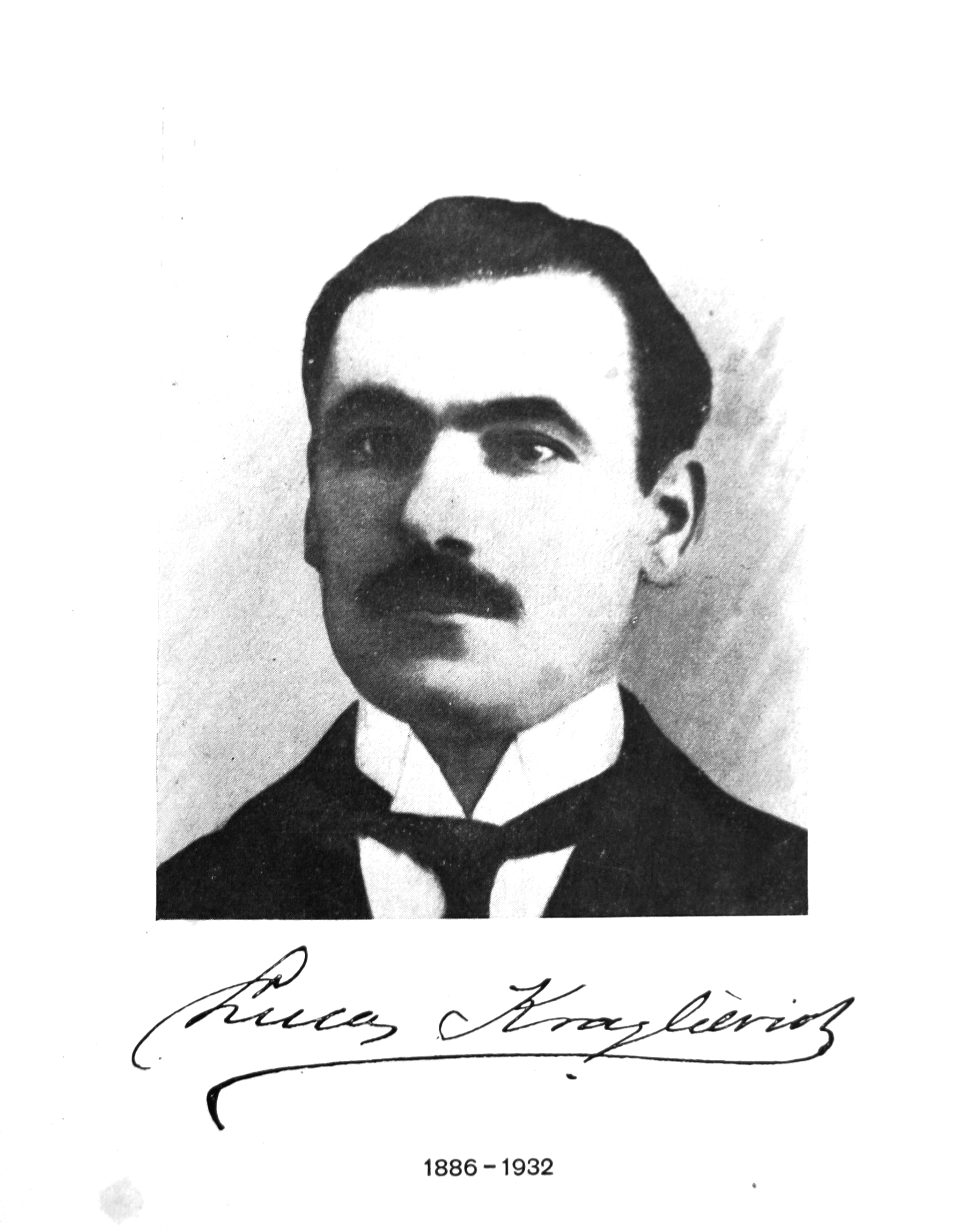
Lucas Kraglievich (Porträt und Signatur)

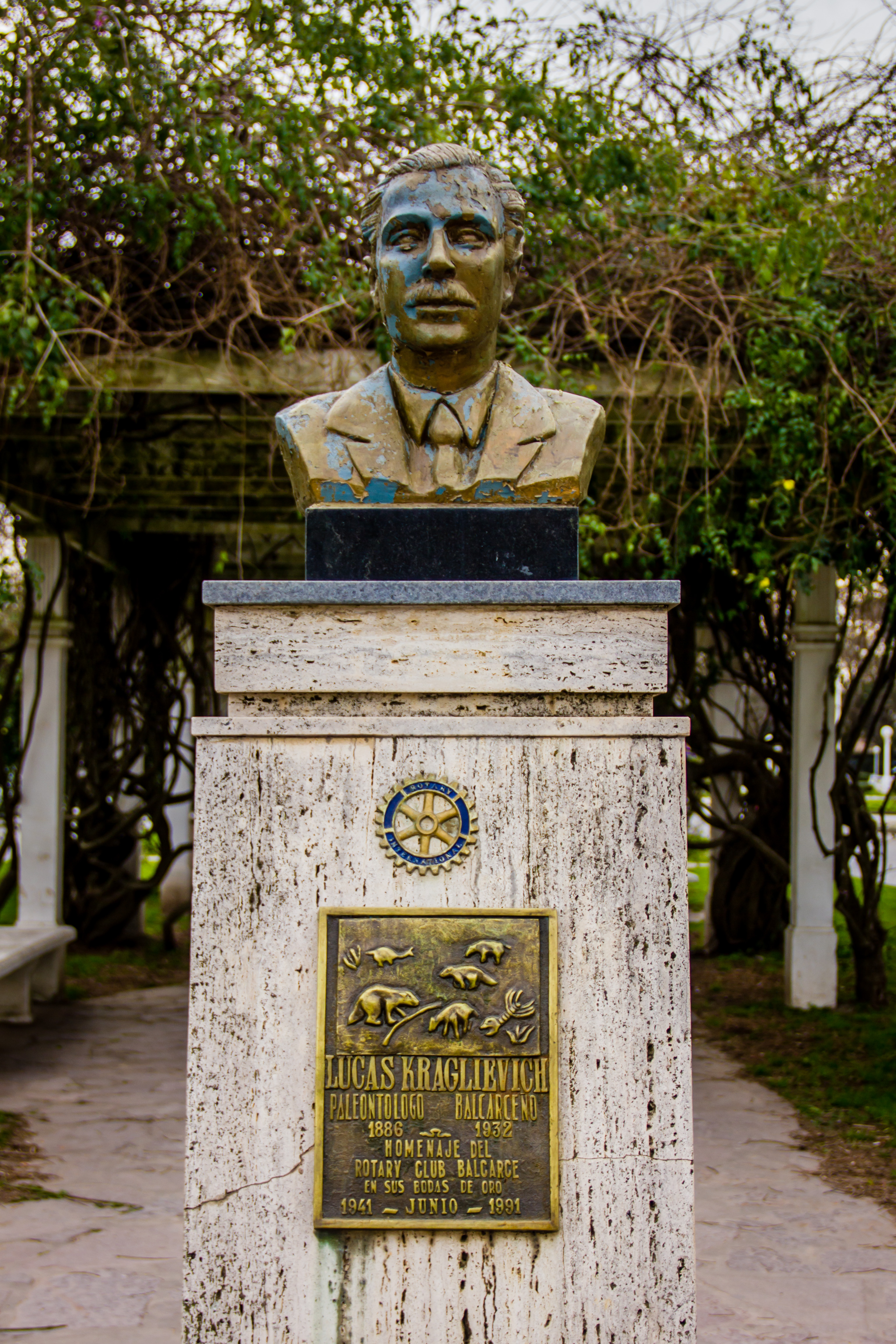
Denkmal für Lucas Kraglievich in Balcarce

Lucas Kraglievich (* 3. August 1886 in Balcarce, Provinz Buenos Aires; † 13. März 1932 in Buenos Aires) war ein argentinischer Wirbeltier-Paläontologe, der sich vornehmlich der Erforschung der Säugetierfaunen des Paläogens, des Neogens und des Pleistozäns, sowohl aus systematischer als auch aus stratigraphischer Sicht, widmete.

## Leben
Kraglievich wurde 1886 auf einer Ranch im Partido Balcarce von Buenos Aires geboren. Auf Drängen seiner Eltern zog er als Jugendlicher nach Buenos Aires, wo er die Sekundarschule besuchte und später an der Facultad de Ciencias Exactas, Físicas y Naturales der Universidad de Buenos Aires studierte. Im letzten Jahr seines Ingenieurstudiums lernte er das Werk von Florentino Ameghino (1853–1911), einem Pionier der Wirbeltier-Paläontologie in Argentinien, kennen, das ihn so stark beeinflusste, dass er sein Studium abbrach. Stattdessen organisierte er zusammen mit seinem Kommilitonen Juan C. de Ortuzar eine zehnmonatige Expedition, die sie zwischen 1912 und 1913 zu geologischen und paläontologischen Studien durch Patagonien führte, wobei die Provinz Chubut und der nördliche Teil der Provinz Santa Cruz erkundet wurde. 1914 wurde Kraglievich ehrenamtlicher Mitarbeiter am Museo Argentino de Ciencias Naturales Bernardino Rivadavia in Buenos Aires, wo er die Forscher Carlos Ameghino und Eduardo Ladislao Holmberg kennenlernte.
In der Zwischenzeit unterrichtete er Mathematik und Naturwissenschaften an mehreren privaten Sekundarschulen in Buenos Aires, um seinen Lebensunterhalt zu decken.
Kraglievichs wissenschaftliche Arbeiten bezogen sich anfangs vornehmlich auf südamerikanische Nebengelenktiere, später beschäftigte er sich mit Nagetieren, Bären, Hunden, Astrapotheria, Toxodontidae, Typotheria, Hegetotheriidae, Macraucheniidae, Entelodontidae sowie der fossilen Avifauna, darunter mit den riesigen fleischfressenden Vögeln Phorusrhacos und Brontornis aus der Familie Phorusrhacidae. Zudem beschrieb er die Terrorvogelarten Devincenzia pozzii und Andalgalornis steulleti.
1916 veröffentlichte er die Schrift Lás doctrinas de Ameghino. Sobre una titulada réplica, in der er die Ansichten von Florentino Ameghino über die organische Evolution und den Ursprung des Menschen in einer viel beachteten Polemik verteidigte. Ab 1918 wurde er bezahlter Assistent und ab 1919 war er technischer Assistent in der Abteilung für Paläontologie. Von 1919 bis 1920 arbeitete er in der Abteilung für Geologie und Topografie der Provinz Buenos Aires zusammen mit Carlos Ameghino und Enrique de Carles und untersuchte zu diesem Zweck die Geologie dieser Region und die Proben der dortigen Bohrlöcher. 1921 fungierte er als stellvertretender Direktor des Museo Argentino de Ciencias Naturales. Von 1925 bis 1929 war er Leiter der Abteilung für Paläontologe als Nachfolger von Carlos Ameghino. Darüber hinaus arbeitete er zwischen 1924 und 1925 in der paläontologischen Abteilung des La-Plata-Museums, deren Leitung durch den Tod von Santiago Roth vakant geworden war. Während seiner Amtszeit in der Sektion Paläontologie ordnete er die Sammlungen, nummerierte und dokumentierte sie entsprechend. Er legte die Inventarbücher mit allen Daten an und katalogisierte 11.000 Nummern, die ebenso vielen fossilen Individuen entsprachen.
Kraglievich war für zwei aufeinander folgende Amtszeiten Präsident der Sociedad Argentina de Ciencias Naturales.
Aufgrund von Meinungsverschiedenheiten mit den Museumsbehörden (Direktor war Martín Doello Jurado) war Kraglievich gezwungen, das Museo Argentino de Ciencias Naturales zu verlassen. Er ließ sich im Januar 1931 in Uruguay nieder und arbeitete für kurze Zeit am Museo Nacional de Historia Natural de Uruguay in Montevideo. Während dieser Zeit gingen zahlreiche Fossilfunde auf seine Kosten, die im Naturkundemuseum von Montevideo aufbewahrt sind. Zudem leistete er umfangreiche Pionierarbeit bei der Schaffung der Grundlagen der Geologie und Paläontologie des uruguayischen Tertiärs und Quartärs.
Zu Kraglievichs herausragendsten Forschungsarbeiten gehören die Erstbeschreibungen von 28 neuen fossilen Familien und Unterfamilien, mehr als 80 fossilen Gattungen und Untergattungen sowie 250 fossilen Arten und Unterarten von fossilen Säugetieren und Vögeln.
Seine Bibliographie umfasst mehr als hundert Monographien und Artikel, die in Fachzeitschriften im In- und Ausland veröffentlicht wurden, insbesondere in den Anales del Museo Nacional de Buenos Aires, in den Anales de la Sociedad Científica Argentina, in der Zeitschrift Revista del Museo de La Plata, in der Fachzeitschrift Physis, in der Zeitschrift Revista de la Sociedad de Amigos de la Arqueología (Montevideo) sowie in den Zeitschriften El Positivismo und El Hornero.
Einige von Kraglievichs Hauptwerken waren Contribución al conocimiento de los grandes cánidos extinguidos de Sud-América (1928),  La craneometría y clasificación de los cánidos sudamericanos especialmente los argentinos actuales y fósiles (1930), Los más grandes carpinchos actuales y fósiles de la sub-familia Hydrochoerinae (1930), Caracteres craneodentarios del roedor viviente “Monticavia” (1931) und Diagnosis de nuevos géneros y especies de Roedores Cávidos y Eumegamidos fósiles de la Argentina: rectificacion genérica de algunas especies conocidas y adiciones al conocimiento de otras (posthum, 1932). Sein letztes schriftliches Werk war das Manual de paleontología rioplatense: osteología comparada de los mamíferos (posthum, 1937), das er trotz seiner krankheitsbedingten Lähmung und dank der Hilfe seiner Frau Francisca Kral und des damaligen Direktors des Naturkundemuseums von Montevideo, Garibaldi J. Devincenzi, fertigstellen konnte.
Im Jahr 1940 veröffentlichte die Regierung der Provinz Buenos Aires drei Bände von Kraglievichs Werken.
Er starb im März 1932 nach schwerer Krankheit in Buenos Aires; seine sterblichen Überreste wurden auf dem Friedhof im Stadtteil Recoleta beigesetzt.
Kraglievichs Sohn Jorge Lucas Kraglievich (* 1928) ist ebenfalls ein Paläontologe.

## Ehrungen und Dedikationsnamen
Im Jahr 1927 verlieh ihm die Academia Nacional de Ciencias Exactas, Físicas y Naturales von Buenos Aires den ersten Premio Ladislao E. Holmberg für sein Werk Contribución a la paleontología argentina del año 1926. Zu den Gattungen und Arten, die Kraglievich gewidmet sind, zählen Kraglievichia Castellanos, 1927, Pseudorophodon kraglievichi Hoffstetter, 1954, Platygonus kraglievichi Rusconi, 1930 Ctenomys kraglievichi Rusconi, 1930, Xenastrapotherium kraglievichi Cabrera, 1929, Promacrauchenia kraglievichi Parodi, 1931, Mesocapromys kraglievichi (Varona & Arredondo, 1979)  und Eopicure kraglievichi Frailey & Campbell, 2004.

## Schriften (Auswahl)
- Descripción de dos cráneos y otros restos del género "Pliomorphus" Amegh., procedentes de la formación Entrerriana de las barrancas del río Paraná. An. del Museo Nacional de Historia Natural de Buenos Aires, tomo 33, 56 W. Buenos Aires, 1923
- Los arctoterios norteamericanos (Tremarctotherium n. gen.), en relación con los de Sud América. An. del Museo Nacional de Historia Natural de Buenos Aires, tomo 34, 16 S. Buenos Aires, 1926
- Los grandes roedores terciarios de la Argentina y sus relaciones con ciertos géneros pleistocenos de las Antillas. An. del Museo Nacional de Historia Natural de Buenos Aires, tomo 34, 14 S. Buenos Aires, 1926
- Contribución al conocimiento de los grandes cánidos extinguidos de Sud América. An. de la Sociedad Científica Argentina, tomo 106, 42 S. Buenos Aires, 1928
- Apuntes para la geología y paleontología de la República Oriental del Uruguay. Revista de la Sociedad Amigos de la Arqueología, Tomo II, 57 S. Montevideo, 1928
- Diagnosis osteológico-dentaria de los géneros vivientes de la subfamilia "Caviinae". An. del Museo Nacional de Historia Natural de Buenos Aires, tomo 36, 38 S. Buenos Aires, 1930
- Craneometría y clasificación de los cánidos sudamericanos, especialmente los argentinos, actuales y fósiles. Physis, tomo X, No. 35, 39 S. Buenos Aires, 1930
- La formación "friaseana" del río Frías, río Fexix, Laguna Blanca, etc. y su fauna de mamíferos. Physis, tomo X, No. 35, 35 S. Buenos Aires, 1930
- Los más grandes carpinchos actuales y fósiles de la subfamilia "Hydrochoerinae". An. de la Sociedad Científica Argentina, tomo 110, 36 S. Buenos Aires, 1930
- Contribución al conocimiento de las aves fósiles de la época araucoentrerriana. Physis, tomo X, No. 36, 12 S. Buenos Aires, 1931